# Under the Mistletoe
Under the Mistletoe – pierwszy świąteczny album i drugi album studyjny kanadyjskiego piosenkarza Justina Biebera. Premiera albumu miała miejsce 1 listopada 2011 w Stanach Zjednoczonych i 14 listopada 2011 w Polsce.
Pierwszy i jedyny singel z płyty „Mistletoe” ukazał się 17 października 2011.
Nagrania w Polsce uzyskały status złotej płyty.

## Lista utworów
1. „Only Thing I Ever Get For Christmas”
2. „Mistletoe”
3. „The Christmas Song (Chestnuts Roasting On An Open Fire)” feat. Usher
4. „Santa Claus Is Coming To Town”
5. „Fa La La” feat. Boyz II Men
6. „All I Want For Christmas Is You Remix” feat. Mariah Carey
7. „Drummer Boy” feat. Busta Rhymes
8. „Christmas Eve”
9. „All I Want Is You”
10. „Home This Christmas” feat. The Band Perry
11. „Silent Night”
12. „Christmas Love” (Deluxe Edition)
13. „Fa La La” (A Capella) [feat. Boyz II Men] (Deluxe Edition)
14. „Pray” (Deluxe Edition)
15. „Someday at Christmas” (Deluxe Edition)
16. „All I Want Is You” (Acoustic Version) (Japanese Deluxe Edition)